# Francisco del Rosario Sánchez
Francisco del Rosario Sánchez (9. ožujka 1817. – 4. srpnja 1861.) bio je političar i jedan od utemeljitelja Dominikanske Republike.
Dominikanci ga smatraju drugim vođom rata za neovisnost Dominikanske Republike, nakon Juan Pabla Duartea i prije Ramón Matias Mella. Sánchez bio sin afro-dominikankih roditelja, Narciso Sanchez i Olaya Del Rosario nisu bili u braku u vrijeme njegova rođenja.
Otputovao je u SAD-u i Europu kao mlad čovjek. U vrijeme borbe za neovisnost kad je Duarte bio prognan u Venezuelu Sánchez je postao središnja osoba pobune. To je razlog zašto ga mnogi autori smatraju "realnim" utemeljiteljem Dominikanske Republike.
Sanchez je preuzeo vodstvo kao glavni pokretač pokreta za nezavisnost, te je održavao kontakt s Duarteom preko njegove rodbine. Ostao je uglavnom zapamćen kao čovjek od akcije. U postupku koji su se dogodili neposredno prije proglašenja neovisnosti 27. veljače 1844. Sancheza su izabrali njegovi prijatelji u La Trinitariji za zapovjednika oružja i šefa hunte u usponu republike. Što je bilo prilično priznanje i dokaz njegove vrline.
Nakon kratkog razdoblja previranja i brze političke sukcesije, Pedro Santana prognao je glavne arhitekte neovisnosti. Sanchez je proveo četiri godine u progonstvu, a na kraju je pomilovan. Vratio se u Dominikansku Republiku u vrijeme kada je Santana pozvao Španjolsku da ponovno okupira zemlju kao koloniju. Sánchez su zarobile Santanine snage. Pogubljen je 1861. godine i pokopan u mauzoleju uz Duartea i Mella.